# Білокуракинська селищна територіальна громада
Білокуракинська селищна територіальна громада — територіальна громада в Україні, у Сватівському районі Луганської області. Адміністративний центр — селище Білокуракине.
Площа громади — 789,5 км², населення — 13 072 мешканці (2018).
Утворена 13 серпня 2015 року шляхом об'єднання Білокуракинської селищної ради та Бунчуківської, Дем'янівської, Курячівської, Лизинської, Нещеретівської, Олександропільської, Олексіївської сільських рад Білокуракинського району.
У 2020 році преутворена шляхом об'єднання Білокуракинської селищної ради та Бунчуківської, Дем'янівської, Курячівської, Лизинської, Нещеретівської, Олександропільської, Олексіївської, Павлівської, Просторівської, Тимошинської сільських рад Білокуракинського району.

## Старостинські округи
Громада поділена на 13 старостинських округів:
| №  | Назва               | Населені пункти                                             | Населення (2015 рік) | Карта-схема |
| -- | ------------------- | ----------------------------------------------------------- | -------------------- | ----------- |
| —  | Білокуракине        | —                                                           | 6934                 |             |
| 1  | Нещеретівський      | Нещеретове, Калинівське                                     | 1260                 |             |
| 2  | Олексіївський       | Олексіївка                                                  | 553                  |             |
| 3  | Бунчуківський       | Бунчуківка, Грицаївка                                       | 426                  |             |
| 4  | Дем'янівський       | Дем'янівка, Шовкунівка                                      | 630                  |             |
| 5  | Курячівський        | Курячівка, Хоменкове Перше                                  | 703                  |             |
| 6  | Олександропільський | Олександропіль, Климівка, Ляшківка, Приходьківка, Романівка | 529                  |             |
| 7  | Лизінський          | Лизине                                                      | 454                  |             |
| 8  | Паньківський        | Паньківка                                                   | 488                  |             |
| 9  | Цілуйківський       | Цілуйкове                                                   | 323                  |             |
| 10 | Луб'янський         | Заїківка, Луб'янка                                          | 598                  |             |
| 11 | Коноплянівський     | Коноплянівка                                                | 272                  |             |
| 12 | Попівський          | Попівка, Рудове                                             | 283                  |             |
| 13 | Шапарівський        | Шапарівка                                                   | 400                  |             |

## Населені пункти
У складі громади: селище Білокуракине та села – Бунчуківка, Грицаївка, Дем'янівка, Заводянка, Заїківка, Калинівське, Картамишеве, Климівка, Коноплянівка, Куплювате, Курячівка, Лизине, Луб'янка, Ляшківка, Маньківка, Нещеретове, Новоандріївка, Олександропіль, Олексіївка, Осикове, Павлівка, Паньківка, Плахо-Петрівка, Попівка, Приходьківка, Просторе, Романівка, Рудове, Світленьке, Стативчине, Тимошине, Хоменкове Друге, Хоменкове Перше, Цілуйкове, Чабанове, Шапарівка, Шовкунівка.